# Терешка
Те́решка (Терёшка) — река в Ульяновской и Саратовской областях Российской Федерации, правый приток реки Волги.
Длина — 273 км, площадь водосборного бассейна — 9680 км². Берёт начало и течёт в пределах Приволжской возвышенности, в основном параллельно Волге. Высота истока — 320 м над уровнем моря. Впадает в Волгоградское водохранилище. Питание преимущественно снеговое. Среднегодовой расход воды — в 46 км от устья 17,5 м³/с. Замерзает в ноябре — начале декабря, вскрывается в конце марта — апреле.
Название реки происходит либо от личного имени Терёха (Терентий), либо от тюрк. терк — «быстрый» или тюрк. терек — «тополь».

## Географические сведения
Терешка образует просторную долину в Приволжской возвышенности, течёт параллельно Волге в 30—50 км от неё и впадает в Волгу в 45 км выше Саратова у села Усовка. В верхнем и среднем течении река узкая (10—12 метров), быстрая, на берегах выходы известняка и мела. В нижнем течении ширина реки 30—40 метров, появляются пляжи, но в последние годы ширина уменьшилась до 15—20 метров, а пляжи зарастают камышами. Ближе к устью ощущается подпор водохранилища на Волге, течение становится незаметным, ширина реки возрастает до 80—100 метров, с глубиной около 0,5 метра.
Средняя глубина реки 0,5—1,5 метра, Вода довольно чистая ввиду быстрого течения и отсутствия крупных поселений вдоль речки, взвесь ила (изредка). В Терешку впадают реки Кулатка, Избалык, Алай (Комышлейка), Багай, Карабулак, а также ручьи и небольшие реки, имеющие родниковое происхождение (например, Гусиха). По течению реки расположены деревни Новое Зелёное, Вязовый Гай, Радищево, Поповка, Посёлок, Осиновка, Покровка, Улыбовка, Кряжим, Куриловка, Ершовка, Синодское, Медяниково, Подгорное (бывшая Глотовка), Усовка.
Устье Терешки очень живописно (река образует множество заливов, воложек и проток) и является популярным местом отдыха у жителей области. Здесь расположены туристические базы, дачные посёлки и кооперативы, охотничьи хозяйства.

## Притоки
(км от устья)
- 13 км: река в овраге Разживин
- 16 км: Карабулак
- 24 км: Берёзовка
- 29 км: Сухая Берёзовка
- 44 км: Казанла
- 46 км: Багай
- 61 км: Елхов Ключ
- 86 км: Чернавка (Черновка, овр. Лысый)
- 98 км: Алай
- 114 км: Маза
- 125 км: Жилой Ключ
- 134 км: Избалык
- 135 км: Жилой Ключ
- 154 км: Маза
- 159 км: Усть-Кулатка
- 166 км: Лебежайка
- 179 км: Елшанка
- 198 км: река без названия, у свх Хвалынский
- 199 км: Берёзовый дол
- 201 км: Карагужа
- 210 км: Малая Терешка
- 223,5 км: река без названия, у пос. Березовского
- 223,9 км: Маза
- 238 км: Леплейка
- 248 км: Сухая Терешка

## Флора и фауна
Терешка отличается богатством животного и растительного мира. Несмотря на то, что в верхнем и среднем течении прибрежная растительность скромная, ниже по течению она превращается в хороший пойменный лес (осокорь, ветла, дуб, вяз, сосна, черёмуха). Берега в месте впадения в Волгу покрыты дубовыми лесами.
В верхнем и среднем течении Терешки водится окунь, голавль, щука, в нижнем течении — также сом, судак. Устье реки является популярным местом рыбалки, что не скажешь о последних 5 годах. Из-за массивного сброса воды в Волгоградское водохранилище стали гибнуть мальки промысловых рыб. На всём протяжении реки много птиц (водоплавающие, цапли), из зверей, пресмыкающихся в пойменных и прибрежных лесах и полях водятся зайцы, лисы, сурки, кабаны, лоси, змеи, ящерицы.

## Туризм
Река Терешка подходит для экологических путешествий на сборных байдарках или надувных средствах (плоты, лодки, катамараны). Для туристского сплава река пригодна с мая по сентябрь и доступна для путешествия даже слабо подготовленным группам. Несмотря на то, что течение реки довольно быстрое, сплошных завалов или бурных участков, грозящих серьёзными неприятностями, практически нет. Однако на реке много мелей и плёсов. Для водных походов Терешка удобна тем, что её можно проходить различными частями: от села Покровки (7—8 дней), от крупной железнодорожной станции Сенной (6—7 дней), от села Синодское (4—5 дней). Завершать маршрут также можно в нескольких точках: кроме остановочных пунктов электрички, расположенных в 500 метрах от берега Волги, можно воспользоваться на автобусными маршрутами до Саратова из сёл Усовка или Чардым, расположенных на правом берегу Волги. По левобережной пойме реки, от села Синодское до Кошелей, что находится у впадения Терешки в Волгу, пролегает часть туристского веломаршрута Саратов — Синодское — Кошели.

## Достопримечательности
На Терешке много мест, интересных в археологическом отношении. Близ её берегов археологами раскопано много древних поселений и курганов. На левом берегу у села Новая Покровка — поселение так называемого срубно-абашевского времени (относящегося ко второй половине II тысячелетия до н. э.), в районе села Синодское и между сёлами Синодским и Медяниково (также на левом берегу) курганы с погребениями различных культур: от ямной до золотоордынской. Обрывистые берега реки интересны для любителей геологии. Пласты пород — глины, песка, гравия, лёсса, мергеля и писчего мела, служат наглядным пособием по истории реки.
Есть на Терешке и объект, заслуживающий внимания с культурно-исторической точки зрения. Это церковь «Во имя Покрова Божьей Матери» в селе Подгорное (бывшая Глотовка) Воскресенского района. Село расположено в нижнем течении Терешки, в одном ходовом дне пути до места её впадения в Волгу. Церковь построена в 1829 году «тщанием прихожан», — как сказано в церковных документах, — и освящена в 1835 году. Её приход составляли сёла и деревни в окрестности до 6—7 км. Расположенная на высоком речном косогоре, церковь видна на расстоянии примерно 10 км. В советский период церковь использовалась в качестве хлева и зерносклада.